# Marginellt fonem
Ett marginellt fonem är ett fonem (ett språkljud) med begränsad distribution och/eller frekvens i en språklig varietet (ett ”språk”). Det har så gott som ingen betydelse för begripligheten om en talare av ett språk låter bli att skilja ett marginellt fonem från andra fonem. Ett vanligt slag av marginellt fonem är fonem importerade från andra språk genom lånord eller pseudolånord, som när standardsvenskan har lånat ordet swish för en betalningsapplikation och standardsvensktalande uttalar engelskt /w/ i varumärket Swish eller i pseudoanglicismen afterwork.

## Fastställa ett språkljuds fonemstatus
Den teoretiska grunden för att säga att ett fonem existerar i en språklig varietet (ett talspråk) är att man kan finna minimala ordpar. Ett exempel är /b/ och /p/, som inte är marginella fonem i standardsvenska. Fonemen /b/ och /p/ är skilda fonem i standardsvenska eftersom man kan finna ett stort antal ordpar som bara skiljer sig genom att ha /b/ eller /p/:
- ⟨bil⟩–⟨pil⟩
- ⟨beta⟩–⟨peta⟩
- ⟨gubbar⟩–⟨guppar⟩

eller med fonematisk transkription:
- /biːl/–/piːl/
- /beːta/–/peːta/
- /gɵbːar/–/gɵpːar/

Dessa två fonem kan i sin tur skiljas från andra fonem (bil – pil – mil – fil) tills man funnit alla standardsvenska fonem.
(Skrivtecknen ⟨ och ⟩ ovan betecknar grafematisk transkription, att skriva med vanliga skrivtecken.)

## /w/ i standardsvenska
Många som talar standardsvenska har nu minimala ordpar som ⟨svischa⟩–⟨swisha⟩: Den svischade förbi – Han swishade pengarna. Dansen twist kontrasterar med tvist. Fonemet /w/ kontrasterar med /v/. Man kan alltså finna minimala ordpar i många talares standardsvenska, varest den enda skillnaden är att ett ord har ljudet /w/. Detta är den grundläggande indikationen på att ett fonem existerar.
Men /w/ är ett marginellt fonem i svenska. Man kan låta bli att använda fonemet /w/ (och i stället uttala ett v‑ljud: Han svishade pengarna) utan att det har stor betydelse; förmodligen kommer de flesta lyssnare inte ens att lägga märke till uttalet.
(Ett w‑ljud har funnits i svenska som basfonem sedan förhistorisk tid, och finns fortfarande i svenska, nämligen i svenska folkmål, men här talar vi om den svenska språkliga varieteten standardsvenska, som till nyligen hade w‑ljud ännu mera sparsamt än nu.)

## Ljud kan uteslutas från basfonemen trots att minimalt ordpar finns
Forskare tvekar att räkna /w/ som ett fonem i standardsvenska, eftersom exemplen är få. Vanligen gör man därför skillnad på allmänt erkända fonem och marginella fonem.
Allmänt erkända fonem som är viktiga i en språklig varietet kan kallas basfonem. Fonemen /b/ och /p/ är basfonem i standardsvenska, eftersom det skulle vara uppseendeväckande att uttala /b/ som /p/ eller som /v/, eller ha något annat sådant omfattande fonemsammanfall.

## Exempel på marginella fonem och fonem som är svåra att påvisa

### ⟨š⟩ i standardfinska
I standardfinska har man gått så långt som att införa bokstaven š i alfabetet för låorden med sje‑ljud, som i ⟨šampoo⟩ (schampo) och ⟨šakki⟩ (schack). Ändå räknas sje‑ljudet inte till det finska basfonemsystemet, utan är ett marginellt fonem i standardfinska.

### ach‑ljud i standardengelska, IPA /x/
Många som talar en standardengelsk språklig varietet använder ledigt ach‑ljud i ord som The Loch Ness Monster, Gordon Strachan och Bach Concerto. De har det marginella fonemet /x/. Internationella fonetiska alfabetets symbol [x] står inte för ”eks” utan för tonlös velar frikativa.

### /æ/ i standardsvenska
Ett fall av (ytterst) marginellt fonem är att ”sportväskorna” kan kallas ”bagarna”, fonetiskt [ˈbæːgarna], med engelsk öppet ä‑ljud, som i ”the bag”. Minimala ordpar finns i dessa meningar:
- Bagarna bakar.
- Bägarna är fulla.
- Bagarna innehåller tennisskor och racketar.

### /ʒ/ i standardengelska
I Engelska finns ofta franska lånord med tonande postalveolar frikativa /ʒ/. Den relative sena uppkomsten av fonemet /ʒ/ i engelska underlättades av att där fanns tonlös postalveolar frikativa /ʃ/ och den tonande frikativa serien /v ð z/. Minimala par finns som kontrasterar /ʒ/ och /ʃ/ ⟨allusion Aleutian⟩, men de grundas oftast på inlånade egennamn. Trots svårigheten att påvisa fonemstatus ses /ʒ/ som ett fonem i engelska Aaron J. Dinkin (7 februari 2013). ”Phonology: phonemes and allophones” (på engelska). Swarthmore College. https://moodle.swarthmore.edu/pluginfile.php/99487/mod_folder/content/0/Lecture06Handout-Phonology1.pdf. Läst 1 mars 2024.